# Wikipedija na rumunjskom jeziku
Wikipedija na rumunjskom jeziku je rumunjsko izdanje Wikipedije. Pokrenuta 12. srpnja 2003., 27. ožujka 2025. ima 511 714 članaka i 30. je najveće izdanje Wikipedije.

## Povijest
Prvi članak na rumunjskoj Wikipediji napisan je u srpnju 2003., a prva verzija glavne stranice izrađena je 12. srpnja. Korisničko sučelje, u početku na engleskom jeziku, počeo je prevoditi na rumunjski jezik Bogdan Stăncescu (registriran pod suradničkim imenom Gutza) čim je dobio administratorska prava. Isti je suradnik naknadno kontaktirao nekoliko rumunjskih sveučilišta koja su bila dostupna na internetu, kao i Rumunjsku akademiju, kako bi privukli nove suradnike. Njegov trud ubrzo su primijetili i rumunjski mediji koji su ga u nekoliko navrata pozivali da upozna javnost s Wikipedijom. Do kraja 2003. godine Wikipedija na rumunjskom jeziku je premašila 3000 članaka, zauzimajući 16. mjesto među svim Wikipedijama. 10.000-ti članak je napisan 13. prosinca 2004., a 50.000-ti članak 5. siječnja 2007. godine.
U travnju 2004. Wikipedija na rumunjskom jeziku je podržala pokretanje Wikipedije na armanskom jeziku.
Wikipedija na rumunjskom jeziku dosegla je granicu od 100.000 članaka 11. siječnja 2008.  U ožujku  2023. ima 437.000 članaka i 1050 aktivnih suradnika, od kojih su 17 administratori.

## Broj članaka
- listopad 2003.: 250 članaka
- 7. travnja 2004.: 5000 članaka
- 12. prosinca 2004.: 10 000 članaka
- 5. siječnja 2007.: 50 000 članaka
- 11. siječnja 2008.: 100 000 članaka
- 21. svibnja 2009.: 125 000 članaka
- 13. rujna 2010.: 150 000 članaka
- 5. kolovoza 2012.: 200 000 članaka
- 25. srpnja 2014.: 250 000 članaka
- 13. travnja 2015.: 300 000 članaka
- 2. rujna 2015.: 350 000 članaka
- 15. kolovoza 2019.: 400 000 članaka